# 大花黃槐
雙莢黃槐（学名：Senna × floribunda）又名金邊決明，为豆科決明屬下的。

## 扩展阅读
- 維基物種上的相關：大花黃槐